# Алтынтаг
Алтынта́г, вариант ударения Алты́нтаг (Алтыншань); кит. 阿尔金山, уйг. ئالتۇن تاغ‎, Алтун Тағ — «золотая гора») — горный хребет в Центральной Азии, северо-западный отрог горной системы Куньлунь. Располагается на западе Китая, формирует естественную границу Тибетского плато с Синьцзян-Уйгурским автономным районом и пустыней Гоби. Хребет проходит к югу от Лоб-Нора и Дуньхуана, отделяя Таримскую впадину с севера от Цайдамской котловины с юга.
Хребет был открыт и описан в 1876 году Н. М. Пржевальским.
Длина хребта составляет около 800 км. По рельефу различают следующие районы:
- юго-западная часть — горная система со скалистыми хребтами Токкуздавантаг и Актаг, максимальная высота составляет 6161 м. Горы покрыты вечными снегами и ледниками[4]
- центральная часть — более низкая и узкая часть с преобладающими высотами 3000—3500 м, слабое расчленение
- северо-восточная часть — ряд коротких массивов, высота которых превышает 5000 м. Имеются небольшие снежники[4]

Полезные ископаемые — хромиты, руды свинца, цинка, никеля, платины.
Река Черчен (самая крупная в регионе) находится в юго-западной части хребта, в центральной части рек нет. Климат региона засушливый, резко континентальный. В предгорьях доминируют ландшафты каменистых пустынь.